# 大橋節夫
大橋 節夫（おおはし せつお、1925年2月2日 - 2006年6月7日）は、日本のハワイアン歌手、スティール・ギター奏者、ソングライター、編曲家。

## 人物
東京都出身。ニックネームは「オッパチ」「オッパチさん」（オッパッツさん）。後に石原裕次郎や五木ひろしがカバーした「倖せはここに」などがヒットし、戦後の日本にハワイアンブームをもたらした。加山雄三のヒット曲「お嫁においで」の編曲、演奏を手がけたことでも知られる。
節分に産声を上げたところから節夫と名付けられる。12歳からウクレレを始めたが、間もなくスティール・ギターに転向。
1941年にセブンスターズ・ハワイアンを結成。1943年に海軍予備員となり、翌年に洲ノ崎派遣隊隊長として出征。復員後の1946年にセブンスターズ・ハワイアンを再結成。
慶應義塾幼稚舎、慶應義塾普通部を経て、慶應義塾大学法学部政治学科卒業後の1948年に「大橋節夫とハニーアイランダース」を結成。
1975年にハニーアイランダースを解散してソロ歌手に転向する。
1995年勲四等瑞宝章受章。2000年第42回日本レコード大賞功労賞受賞。
2006年6月7日午後8時37分、呼吸不全のため東京都大田区の病院で死去。81歳没。

## ディスコグラフィー

### 大橋節夫とハニーアイランダース名義

#### SP
- インデアン・ラブ・コール c/w キャラバン (キング C-668、1951)
- 口笛吹きと犬 c/w 巴里祭 (キング C-742、1951)
- 珊瑚礁の彼方へ c/w 小さな竹の橋で (キング C-787、1951)
- ビギン・ザ・ビギン c/w ラ・クンパルシータ (キング C-825、1952)
- セントルイス・ブルース c/w 星の降る窓 (キング C-826、1952)
- ジェラシー c/w テネシーワルツ (キング CL-109、1952.12)
- 別れの曲 c/w ププリお嬢さん (日本ビクター A-5090、1953.05)
- エル・チョクロ c/w お転婆マイ・ネイ (日本ビクター A-5091、1953.05)
- エストレイータ c/w カイマナ・ヒラ (日本ビクター A-5092、1953.05)
- リオの思い出 c/w マイ・ターネ (日本ビクター A-5098、1953.06)
- 珊瑚礁の彼方に c/w 二人のフラ (日本ビクター A-5099、1953.06)
- 小さな竹橋 c/w あなたの思い出 (日本ビクター A-5100、1953.06)
- ジャパニーズ・ララバイ c/w 嫉妬 (日本ビクター A-5110、1953.07)
- キエレメ・ムーチョ c/w ラ・パロマ (日本ビクター A-5111、1953.07)
- チャイム c/w べサメ・ムチョ (日本ビクター A-5118、1953.08)
- キャラバン c/w ラ・クムパルシータ (日本ビクター A-5131、1953.09)
- ジングル・ベル c/w ホーリー・ナイト (日本ビクター A-5145、1953.11)
- 五木子守唄 c/w ひえつき節 (日本ビクター A-5149、1953.12)
- セント・ルイス・ブルース c/w 僕はセンチになったよ (日本ビクター A-5159、1954.02)
- 南国の夜 c/w ハワイの夜 (日本ビクター A-5163、1954.03)
- 君の夢 c/w オ・アナラニ・エ (日本ビクター A-5169、1954.05)
- 波浮の港 c/w 濱邊の歌 (日本ビクター V-41192、1954.05)
- アロハ・オエ c/w カルア (日本ビクター A-5178、1954.07)
- 秘めた恋 c/w 港の灯り (日本ビクター A-5180、1954.09)
- 青いカナリヤ c/w ウシュカ ・ダラ (日本ビクター A-5184、1954)
- ヴィーナスの誕生 (中外製薬 CH-TS-101、195*)

#### シングル
- 倖せはここに c/w 口笛吹いて (東京芝浦電気 JP-5025、1960.01)
- 哀愁のからまつ林 c/w 炭鉱の子守唄 (日本コロムビア SA-395、1960.07)
- 南国の夜 c/w 小さな竹の橋で (日本コロムビア SA-413、1960.07)
- ワイキキのフラ娘 c/w サンゴ礁の彼方 (日本コロムビア SA-614、1961.06)
- 山のロザリア c/w 黒い傷あとのブルース (日本コロムビア SA-730、1961.12)
- 惜別の唄 c/w 北帰行 (日本コロムビア SA-730、1962.01)
- 東京ワルツ c/w 青春日記 (日本コロムビア SA-803、1962.03)
- 恋の一番列車 c/w 戦場に日は落ちて (日本コロムビア SA-855、1962.05)
- ハワイアン・マーチ c/w マリヒニメレ (日本コロムビア LL-360、1962.08)
- 小さな竹の橋で c/w 南国の夜 (日本コロムビア LL-3716、1963.05)
- ラ・クンパルシータ c/w エル・チョクロ (日本コロムビア LL-3720、1963.06)
- ハワイアン・マーチ c/w 鐘はなる (日本コロムビア SA-84、1963.07)
- ラスト・ダンスは私に c/w 夜のくちづけ (日本コロムビア LL-3121、1964.01)
- あきらめてはいるけど c/w 淋しいギターひき (日本コロムビア SAS-284、1964.08)
- 南国の夜 c/w 小さな橋の下で (日本コロムビア 45S-25N、1964.09)
- ラ・クンパルシータ c/w ラ・ロジータ (日本コロムビア 45S-76、1965.03)
- グッドバイ・ホノルル c/w ブルー・ナイト・イン・ヒロ (日本コロムビア JPS-16、1965.10)
- あの星はママの星 c/w 夢の人 (東芝音楽工業 TP-1267、1966.06)
- なぎさ c/w 赤いレイ (東芝音楽工業 TP-1483、1967.08)
- 白い炎 c/w うわさのワルツ (東芝音楽工業、1968.03)
- 夜の渚の君とぼく c/w ふるさとが恋しいとき (東芝音楽工業 TP-1664、1968.06)
- 君を待つ夜 c/w 夕映えの彼方に (東芝音楽工業 TP-2032、1968.09)
- 砂の上の足跡 c/w アロハ・ウクレレ (日本ビクター JRT-1096、1970.08)

#### EP
- 軽音楽 (日本ビクター EV-2003、195*)
- ハワイアン・ハイライト (日本コロムビア LSS-61、1962.06)
- ウクレレ・ハワイアン・メロディース (日本コロムビア LSS-68、1962.08)
- ハワイアン・ハイライト: 第2集 (日本コロムビア LSS-3711、1963.07)
- 哀愁のスクリーン・テーマ (日本コロムビア LSS-3713、1963.10)
- 村田英雄ヒット・メロディ (日本コロムビア ASS-16、1963.12)
- うたごえ喫茶 (日本コロムビア ASS-36、1963.10)
- うたごえ喫茶: 第2集 (日本コロムビア ASS-37、1963.10)
- 大橋節夫の幸せはここに (日本コロムビア ASS-67、1964.03)
- なつかしのヒット・メロディー (日本コロムビア ASS-76、1964.03)
- なつかしのヒット・メロディー: 第2集 (日本コロムビア ASS-76、1964.03)
- ウクレレ・ハワイアン・メロディース (日本コロムビア LSS-174、1964.07)
- コロムビア・ヒット・メロディー (日本コロムビア ASS-94、1964.08)
- コロムビア・ヒット・メロディー: 第2集 (日本コロムビア ASS-95、1964.08)
- 熱風 (日本コロムビア LSS-323-N、1965.08)
- スチール・ギター・エキゾティック・サウンド (日本コロムビア JSS-21、1965.11)
- ハワイアン・ベスト・4 (日本コロムビア LSS-431、1966.05)
- 倖せはここに～淋しくて～あの星はママの星～夢の人 (東芝音楽工業 TP-4080、1966.09)
- ハワイアン・マーチ～ハニー・マーチ～アカカの滝～パリー・シェルス (東芝音楽工業 TP-4141、196*)

#### アルバム
- リンゴの木の下で (東京芝浦電気 JPO-1008、1959)
- チャイナ・ムード (日本コロムビア AL-196、1960.02)
- 夢のハーモニイ (日本コロムビア AL-201、1960.03)
- ハワイアン夢のムード (日本コロムビア AL-207、1960.06)
- 黒い瞳 (日本コロムビア AL-259(Mono)、1961.04)
- 日本民謡をハワイアンで (日本コロムビア AL-274、1961.06)
- 黒い瞳 (日本コロムビア ALS-104(Stereo)、1961.06)
- ハワイアン・ハイライト: 珊瑚礁の彼方 (日本コロムビア SL-1044(Stereo)、1961.07)
- ステレオ・ハワイアン・ハイライト (日本コロムビア ZS-1005、1961.07)
- 酒は涙か溜息か (日本コロムビア AL-317(Mono)/ALS-121(Stereo)、1961.12)
- うたごえ喫茶 (日本コロムビア AL-334(Mono)/ALS-127(Stereo)、1962.02)
- ジャズ喫茶のオッパチ (日本コロムビア ALS-143(Stereo)、1962.06)
- ウクレレ・ハワイアン・メロディース (日本コロムビア ZL-1171(Mono)/ZS-1043(Stereo)、1962.06)
- 只今ヒット中: 第2集 (日本コロムビア AL-393(Mono)/ALS-154(Stereo)、1962.11)
- なつかしのヒット・メロディ (日本コロムビア AL-403(Mono)/ALS-161(Stereo)、1962.12)
- ステレオでヒットを (日本コロムビア ALS-5009、1963.01)
- ステレオうたごえ喫茶 (日本コロムビア ALS-5010、1963.01)
- 哀愁のスチール・ギター・ムード (日本コロムビア ALS-184、1963.05)
- ハワイアン・ハイライト: 珊瑚礁の彼方 (日本コロムビア YS-3723(Stereo)、1963.05)
- ハワイアン・ハイライト: 南国の夜 (日本コロムビア SL-3716(Mono)/YS-3724(Stereo)、1963.05)
- ハーモニカ歌のアルバム (日本コロムビア ALS-190、1963.06)
- スチール・ギター・イタリアン・ムード (日本コロムビア PS-3001、1963.07)
- ステレオ・スチール・ギター・ムード (日本コロムビア ALS-5015、1963.08)
- ロマンティック・ムード (日本コロムビア ALS-215、1963.10)
- スチール・ギター・クリスマス・ムード (日本コロムビア PS-3015、1963.10)
- 哀愁のスチール・ギター・ムード: 第2集 (日本コロムビア ALS-5028、1964.02)
- スチール・ギター・シャンソン・ムード (日本コロムビア PS-3035、1964.04)
- 大橋節夫リサイタル (日本コロムビア ALS-4027、1964.06)
- ハワイアン歌謡アルバム (日本コロムビア ALS-4028、1964.06)
- ハワイアン・ハイライト: 波のささやき (日本コロムビア PS-3045、1964.06)
- ウクレレ・ハワイアン・メロディース (日本コロムビア PS-1041、1964.07)
- ハワイアン・ハイライト: ハワイアンのすべて (日本コロムビア PS-75/6、1964.07)
- 港に灯のともる頃 (日本コロムビア ALS-4043、1964.08)
- スチール・ギター・エキゾティック・サウンド (日本コロムビア JPS-5010、1964.10)
- 大橋節夫作品集: 東京の夕陽 (日本コロムビア ALS-4057、1964.12)
- ハワイアン・ベスト (日本コロムビア PS-1177、1965.03)
- スチール・ギター、日本抒情曲集 (日本コロムビア ALS-4088、1965.08)
- 松の木小唄 (日本コロムビア ALS-4089、1965.08)
- スチール・ギター、カンツォーネを唄う (日本コロムビア JPS-5066、1965.12)
- ハワイアン・ベスト (東芝音楽工業 TP-7061、1965)
- ハワイアンのすべて (日本コロムビア HS-1N、1966.05)
- ハワイアン・ベスト・ヒット (東芝音楽工業 TP-7115、1966.07)
- スティール・ギター・スペシャル (東芝音楽工業 TP-7118、1966)
- スティール・ギター・ヒット・メロディー: お嫁においで (東芝音楽工業 TP-7149、196*)
- 倖せはここに: 大橋節夫の全て (東芝音楽工業 TP-7196、1967.08)
- スティール・ギター・イン・ラテン (東芝音楽工業 TP-7242、196*)
- スチール・ギター哀愁をうたう (日本コロムビア ALS-4236、196*)
- 夏の日の想い出 (日本ビクター SJV-794、1975)
- 日野てる子 with 大橋節夫 / 南国の夜 (ユピテル YY25-1008、1982)
- 大橋節夫とハニー・アイランダース & ポス宮崎とコニー・アイランダース / ブルー・ハワイアン (キング K25P-451、1984)
- 心暖まる調べ 日本の失われた軽音楽のページ (日本ビクター SJX-8019/21)

### ヒット・キット・アイランダース

#### シングル
- 涙のムーディ・リヴァー c/w コーヒー・ルンバ (日本コロムビア LL-314、1961.12)
- 霧の中のジョニー c/w すてきな16才 (日本コロムビア LL-367、1962.07)
- ヴァケイション c/w 愛さずにはいられない (日本コロムビア LL-3706、1963.01)

#### EP
- ヒット・パレード (日本コロムビア LSS-48、1962.01)
- ヒット・パレード 第2集 (日本コロムビア LSS-3701、1962.08)
- 恋のラテン・ムード (日本コロムビア LSS-3702、1962.08)
- ヒット・パレード 第3集 (日本コロムビア LSS-3708、1963.03)
- スチール・ギター・ロシア・ムード (日本コロムビア LSS-3709、1963.04)
- 恋とワインと夜 (日本コロムビア LSS-258-N、1965.02)

#### アルバム
- ヒット・キット・パーティ 第3集 (日本コロムビア SL-1067(Mono)/YS-187(Stereo)、1962.01)
- 恋とワインと夜 (日本コロムビア ZL-1174(Mono)/ZS-1045(Stereo)、1962.07)
- ヒット・キット・パーティ 第4集 (日本コロムビア SL-10**、1962)
- ヒット・キット・パーティ 第5集 (日本コロムビア YS-200、1962)
- ヒット・キット・パーティ 第7集 (日本コロムビア SL-3701(Mono)/YS-3701(Stereo)、1962.09)
- スチール・ギター・ラテン・ムード (日本コロムビア SL-3705(Mono)/YS-3704(Stereo)、1962.09)
- ヒット・キット・パーティ 第8集 (日本コロムビア SL-3711(Mono)/YS-3715(Stereo)、1962.12)
- スチール・ギター・ロシア・ムード: ラテン・リズムによる (日本コロムビア SL-3712(Mono)/YS-3718(Stereo)、1963.03)
- スチール・ギター・タンゴ・ムード (日本コロムビア YS-3722、1963)
- 恋とワインと夜 (日本コロムビア PS-3016、1963.10)

### オッパチと彼のサウンズ名義

#### シングル
- 夢に見るバラ c/w 夢さりぬ (日本コロムビア 45S-79JC、1965.04)
- 真珠貝の歌 c/w 1人ぼっちの浜辺 (日本コロムビア 45S-89JC、1965.09)
- ビギン・ザ・ビギン c/w キャラヴァン (日本コロムビア 45S-103JC、1965.09)
- 煙が目にしみる c/w 恋の気分で (日本コロムビア 45S-105JC、1965.09)
- 嘘は罪 c/w オール・オブ・ミー (日本コロムビア 45S-107JC、1965.09)
- セントルイス・ブルース c/w 素敵なあなた (日本コロムビア 45S-140JC、1965.09)
- 夢に見るバラ c/w ジプシーの嘆き (日本コロムビア 45S-147JC、1965.09)
- 奥様お手をどうぞ c/w 小雨降る径 (日本コロムビア 45S-173JC、1965.10)
- 小さな喫茶店 c/w イタリーの庭 (日本コロムビア 45S-174JC、1965.10)
- 人の気も知らないで c/w すみれの花咲く頃 (日本コロムビア 45S-181JC、1965.10)
- 南国の夜 c/w 小さな竹の橋 (日本コロムビア 45S-182JC、1965.10)
- ハワイの結婚の歌 c/w ブルー・ハワイ (日本コロムビア 45S-183JC、1965.10)
- 珊瑚礁の彼方 c/w アロハ・オエ (日本コロムビア 45S-184JC、1965.10)
- 黒い瞳 c/w トロイカ (日本コロムビア 45S-226JC、1966.07)
- カプリ島 c/w ラ・ロジータ (日本コロムビア 45S-231JC、1966.07)

#### EP
- 悲しき夢 (日本コロムビア LSS-266JC、1965.02)
- 真珠貝の歌 (日本コロムビア LSS-342JC、1965.10)
- スチール・ギター・フォーク・ムード (日本コロムビア LSS-467JC、1966.06)

#### アルバム
- スチール・ギター・ムード: 想い出の中に (日本コロムビア PS-1127JC、1964.12)
- 夢に見るバラ (日本コロムビア PS-1154JC、1965.03)
- 真珠貝の歌 (日本コロムビア PS-1247JC、1965.08)
- スチール・ギター・タンゴ・ムード (日本コロムビア PS-1268-JC、1965.11)
- スチール・ギター・ロシア・ムード (日本コロムビア PS-1297-JC、1965.12)
- スチール・ギター・フォーク・ムード (日本コロムビア PS-1317-JC、1966.02)
- スチール・ギター・シャンソン・ムード (日本コロムビア HS-5-JC、1966.06)
- 恋とワインと夜 (日本コロムビア HS-8-JC、1966.08)

### 大橋節夫名義

#### シングル
- ズボンの折目 c/w 涙は見せないで (RCA JRT-1156、1971.05)
- ズボンの折目 c/w さり気ない素振りで (キング BS-1990、1976.01)
- シバラク c/w グッバイホノルル (キング NCS-1323、1976) *伴奏・コーラス：今井久とパープル・シャドウズ
- 赤いレイ c/w 赤い貝がら (Discomate DSK-206、1982.06)

#### アルバム
- 夜のメランコリー ファースト・アルバム (RCA JRS-7110、1971)
- おとなの時間 大橋節夫と世良譲の出逢い (キング SKD-273、1975)
- ワン・メロー・ナイト (東芝EMI TP-80013、1980)
- HAWAIIAN (ユピテル YD25-0007、1982)
- ロンサム・ビーチ・ボーイ (Discomate DSK-4002、1982)
- Moonlight Lullaby (コロムビア AF-7425、1986)

### ゲスト参加

#### SP
- 江利チエミ / サンバギタ c/w ふるさとのお母さん (キング C-845、1952.12) *A面のみ

#### シングル
- 井上ひろし / 東京の空の下 c/w 明石照子 / マリオネット (日本コロムビア SA-457、1960.08) *B面のみ
- 井上ひろし / 小さな流れ星 c/w 愛すればこそ (日本コロムビア SA-697、1961.09)
- 井上ひろし / 山のロザリア c/w ジンタが呼んでいる (日本コロムビア SA-713、1961.09)
- 松島トモ子 / 谷間の灯ともし頃 c/w 峠の我が家 (日本コロムビア SA-741、1961.11) *A面のみ
- 井上ひろし / 幸せはここに c/w 蘇州夜曲 (日本コロムビア SA-881、1962.06) *A面のみ
- 井上ひろし / 旅のハミング c/w 松島トモ子 / 若い風の歌 (日本コロムビア SA-894、1962.06) *A面のみ
- 井上ひろし / 大阪の夜愁 c/w 南国の夜 (日本コロムビア SA-904、1962.06) *B面のみ
- 井上ひろし / 霧の三叉路 c/w エルムの哀愁 (日本コロムビア SA-998、1962.11)
- 加山雄三 / お嫁においで c/w アロハ・レイ (東芝音楽工業 TP-1290、1966.08)
- 渚ゆう子 / 想い出はチラチラ c/w 七夕の恋 (東芝音楽工業 TP-1638、1968.05)

#### アルバム
- V.A. / ハワイアン・パラダイス: ハワイアン・オール・スターズの夕べ (日本ビクター LV-34、1958)
- V.A. / ハワイアン・オール・スターズ (東京芝浦電気工業 JLP-1002、1958.05)
- エセル中田 / ハワイの月と海と砂: なつかしのハワイアン・メロディー集 (東京芝浦電気 JPO-1004、1959.05)
- エセル中田 / 小さな竹の橋 c/w マリヒニ・メレ (東京芝浦電気 JP-5027、1960.01)
- スリーキャッツ / スリーキャッツのハワイアン・ムード (日本コロムビア AL-205、1960.06)
- V.A. / ハワイアン・オール・スターズ (日本コロムビア AL-5006、1961.05)
- 斉藤英美とファンタジック・エコー / コロムビア・ヒット・パレード (日本コロムビア AL-302、1961.10) *大橋単独参加
- V.A. / 山のロザリア: 井上ひろしムード集 (日本コロムビア AL-351、1962.05)
- 井上ひろし / ひろしのハワイアン (日本コロムビア AL-360(Mono)/ALS-139(Stereo)、1962.05)
- エセル中田 / ザ・ベスト・オブ・エセル (東芝音楽工業 JLP-3003、1963.05)
- V.A. / ステレオ歌のない日本歌謡全集: 第5集 (日本コロムビア ALS-4009/10、1964.01)
- V.A. / 初恋のムード (日本コロムビア ALS-4026、1964.05)
- V.A. / 白い夜 (日本コロムビア ALS-4030、1964.06)
- V.A. / ステレオ歌のない日本歌謡全集: 第1集 真白き富士の根 (日本コロムビア ALS-4001、1964.06)
- V.A. / ステレオ歌のない日本歌謡全集: 第2集 片瀬波 (日本コロムビア ALS-4002、1964.06)
- V.A. / ステレオ歌のない日本歌謡全集: 第3集 雨のブルース (日本コロムビア ALS-4003、1964.06)
- V.A. / ハワイアン・フェスティヴァル (東芝音楽工業 TP-7002、1964.06)
- V.A. / ひばりのヒット・メロディー (日本コロムビア ALS-4047、1964.10)
- 加山雄三 / ハワイの休日 (東芝音楽工業 TP-7120、1966.07)
- V.A. / 不滅のメロディ (日本コロムビア ALS-4189、1966.10)
- エセル中田 / ハワイアン・ゴールデン・ヒット: エセル中田のすべて (東芝音楽工業 TP-7172、1967.05)
- 大橋節夫・エセル中田 / トップ・スター・イン・ハワイ (東芝音楽工業 TP-8037、1968.05)
- エセル中田・大橋節夫 / ハワイ (東芝音楽工業 TP-5013/4、196*)
- エセル中田・大橋節夫 / ハワイ (東芝音楽工業 TP-6097/8、196*)

## 脚註